# PCRAM
Phase-change random-access memory (PCRAM) is een opslagmedium voor de computer. Soms wordt de afkorting PRAM en ook wel phase-change memory gebruikt.
PCRAM is niet-vluchtig geheugen, zodat het ook zijn gegevens bewaart als er geen spanning is. Het is door Intel ontwikkeld en kan op termijn het populaire flashgeheugen gaan vervangen.

## Werking
Bij PCRAM worden de bits opgeslagen in kleine draadjes van telluur, germanium en antimoon. Dit materiaal kan of kristallijn of amorf zijn, waarbij de kristallijne toestand een lagere elektrische weerstand heeft dan de amorfe toestand. Met elektrische pulsjes kan de toestand worden omgezet.
Omdat men het materiaal in vier verschillende fasen kan brengen, kunnen er per cel 2 bits worden opgeslagen.